# Jan Krejčí (Geologe)

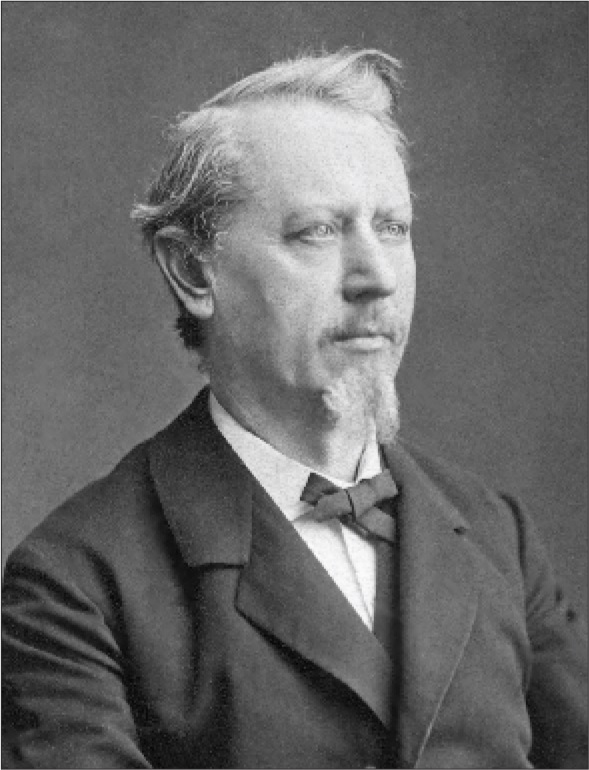
Jan Krejčí

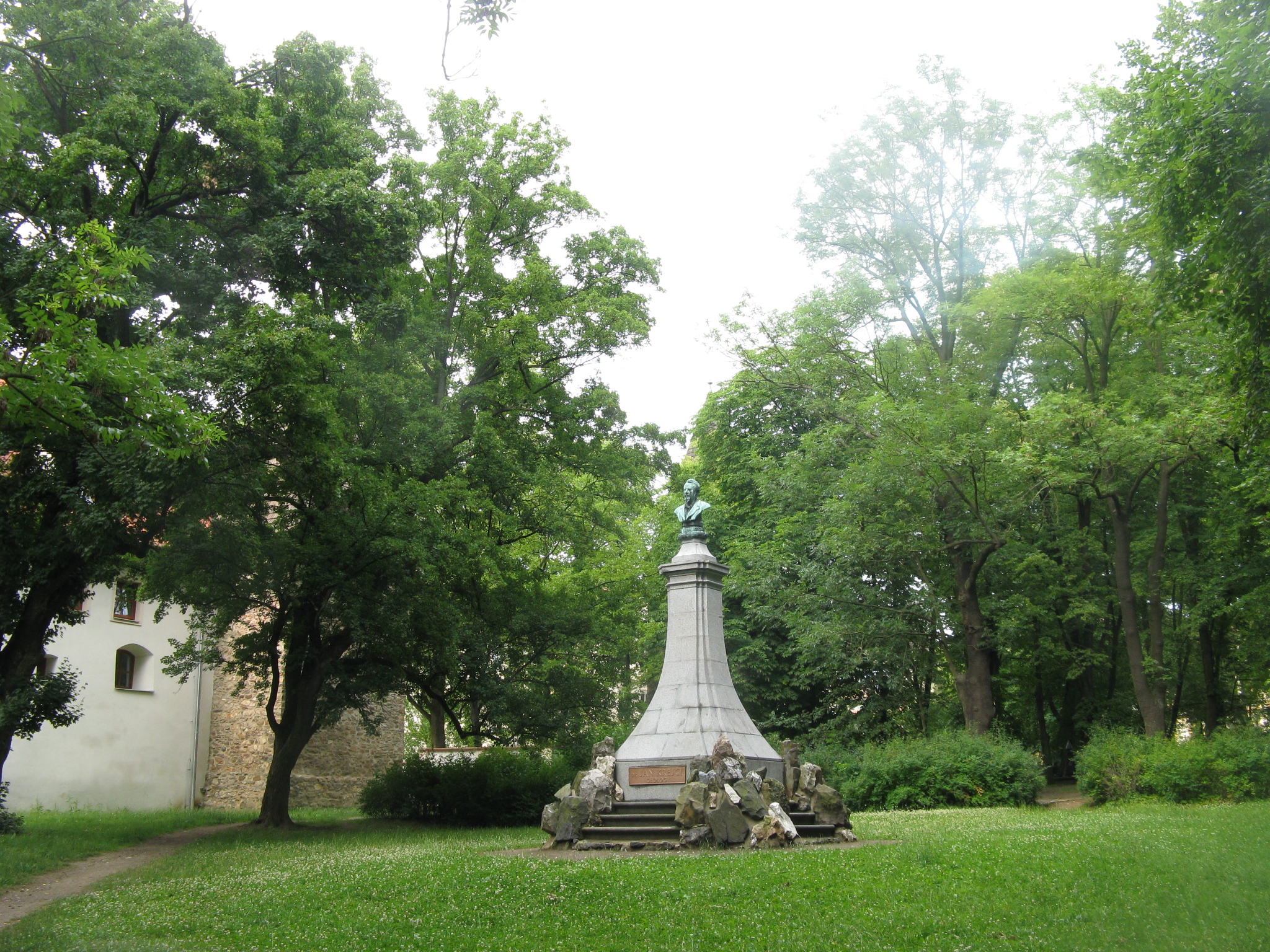
Denkmal für Jan Krejčí im Stadtpark seiner Heimatstadt Klatovy (Klattau)

Jan Krejčí, auch Johann Krejči, (* 28. Februar 1825 in Klattau in Westböhmen; † 1. August 1887 in Prag) war Geologe, Mineraloge, Kartograph, Hochschullehrer, Politiker und  einer der Begründer der wissenschaftlich fundierten Geologie in Böhmen.

## Biographie
Krejčí wurde 1825 als Kind eines Dragoner-Veteran und einer Wäscherin geboren, zu welchen nichts Näheres überliefert ist. Seine schulische Ausbildung erfolgte an einer deutschen Volksschule und in einem Gymnasium in Prag, dem ein Studium der Philosophie, Chemie, Geologie und Mineralogie an der Karls-Universität Prag folgte, dabei galt sein Interesse den geognostischen Verhältnissen in Böhmen und Mähren und deren Nachbarländer. Auch am Polytechnikum in Prag widmete sich Jan Krejčí in den Jahren 1844 bis 1848 dem Studium der Chemie und Mineralogie. Seine wissenschaftliche Laufbahn begann als Assistent bei Franz Xaver Maximilian Zippe und er war Supplent am Polytechnikum. Ab 1849 übernahm er als Kustos die Betreuung der mineralogischen Sammlungen im Nationalmuseum als Nachfolger von Franz Xaver Maximilian Zippe.
Krejčís Lehrtätigkeit begann 1850 an einer Oberrealschule in Prag. Von 1860 bis 1862 war er Direktor der Realschule in Písek. Im Jahr 1853 begann seine Mitarbeit an der naturwissenschaftlichen Zeitschrift Živa (Ceres), die von Jan Evangelista Purkyně herausgegeben wurde, welcher ihn „Vater der tschechischen Geologie“ nannte. In den Jahren 1859 bis 1861 beteiligte er sich an geologischen Kartierungsarbeiten in Böhmen.
Seit 1862 wirkte Krejčí im Comité für die naturwissenschaftliche Landesdurchforschung von Böhmen mit. Aus dieser Mitarbeit gingen einige seiner Publikationen hervor. Gemeinsam mit Karel Kořistka unterstand ihm die Redaktion der umfangreichen Schriftenreihe dieser Institution. Seine Habilitation erlangte Krejčí 1863 auf dem Gebiet der Mineralogie und Geologie, 1864 die Ernennung zum ordentlichen Professor dieser Fachgebiete am Polytechnikum in Prag und war 1867, 1871 und 1877 dessen Rektor.
Ab 1881 lehrte er als a.o. Professor an der tschechischen Karls-Universität Prag in tschechischer Vorlesungssprache, bekam damit viel Anerkennung und erlangte dort auch die Berufung zum ordentlichen Professor für Geologie. Er war seit 1867 Mitglied der Gesellschaft der Wissenschaften, zwischen 1861 und 1887 Mitglied des Böhmischen Landtags, 1881 bis 1983 Reichsratsabgeordneter. 1881 bis 1883 Mitarbeiter bei der Mappierung Böhmens durch die Geologische Reichsanstalt in Wien und koordinierte mit Jan Evangelista Purkyně die naturwissenschaftlichen Forschungen in Böhmen.

## Erinnerungen an sein Leben
Jan Krejčí wurde in einer Gruft der Familie auf dem Vyšehrader Friedhof in Prag bestattet. Aus Anlass seines Todes 1887 nach schwerer Krankheit schuf der Dichter Adolf Heyduk das Gedicht Za Janem Krejčím (deutsch: „Für Jan Krejčí“). Seine Villa auf der nördlichen Seite des Vyšehrad und eine ursprüngliche Gedenktafel wurden beim Bau eines Straßentunnels in den Jahren 1902 – 1904 Opfer der Planungen. Zehn Jahre später wurde an der Felswand des Vyšehrad eine neue und eindrucksvolle Gedenktafel angebracht. Eine Kopie dieser Tafel ist heute an der Festungsmauer des Vyšehrad zu sehen. Im Nationalmuseum (Prag) befindet sich auf der 2. Etage eine Bronzebüste von Jan Krejčí. Sie wurde im Jahre 1900 von dem Bildhauer Čeněk Osmík geschaffen und in den Eisenhütten in Komárov gegossen.

## Wissenschaftliche und politische Bedeutung

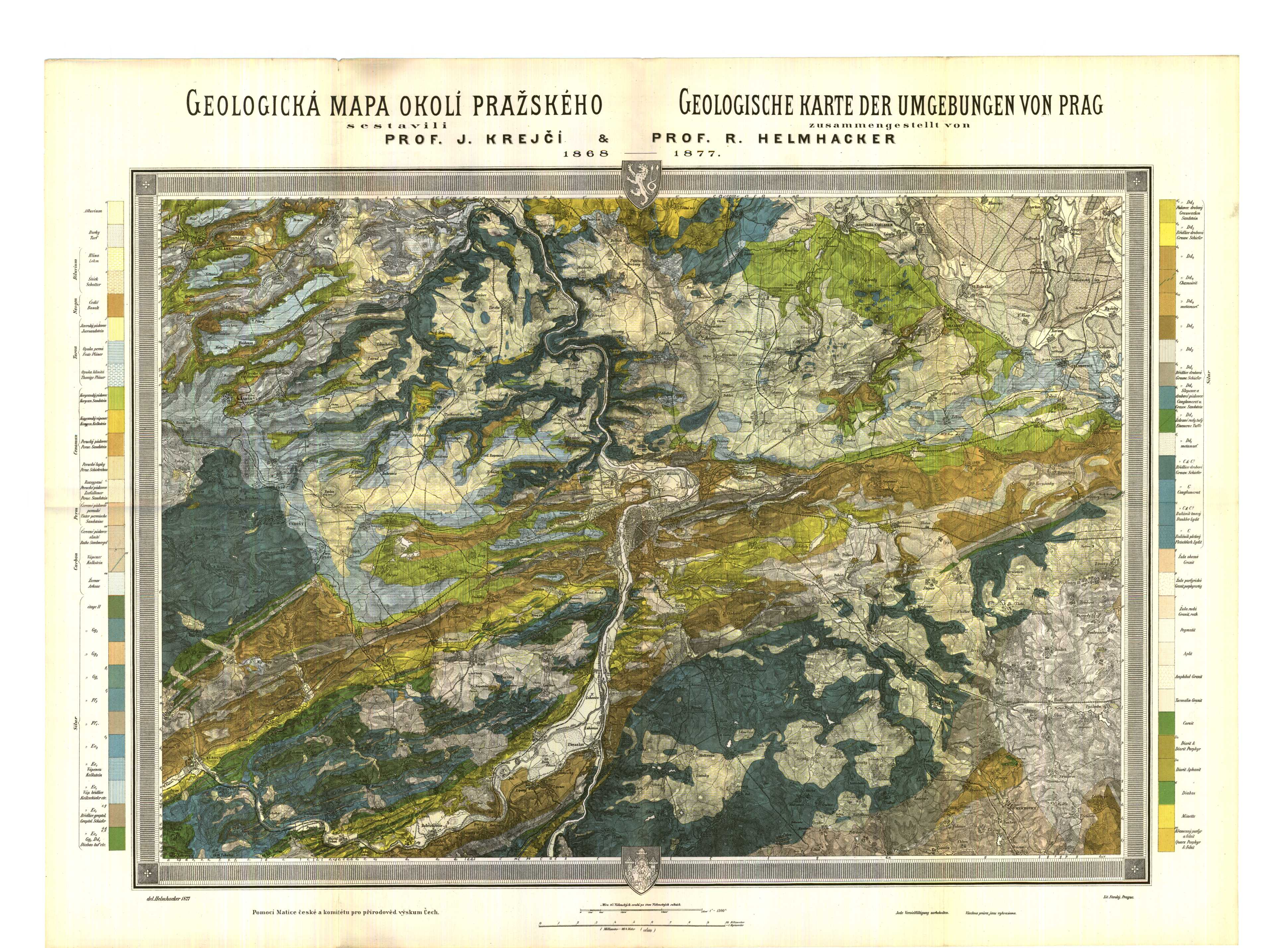
Geologische Karte von Prag und Umgebung 1877 von J. Krejčí und R. Helmhacker

Krejčí arbeitete bei der geologischen Landesaufnahme im Königreich Böhmen mit dem Geologen Rudolf Helmhacker (* 1840 in Rokycany; † 24. Mai 1915 in Prag-Weinberge), seit 1881 Bergingenieur in Ostsibirien, zusammen. Beide legten die frühen Grundlagen für eine systematische geologische Kartierung des Königreich Böhmen. Große Verdienste kommen ihnen bei der Erforschung der böhmischen Kreideformationen zu, die 1870 in der Veröffentlichung Všeobecné a horopisné poměry, jakož i rozčlenění křídového útvaru v Čechách (deutsch: Allgemeine und orographische Verhältnisse sowie die Gliederung der Kreidenformationen in Böhmen) bahnbrechend war.
Krejčí Interessen galten auch der Politik. Seine Aktivitäten begannen 1861 als Stadtrat von Písek und setzten sich in einem Mandat im Landtag in Böhmen für den Wahlbezirk Prachatice - Netolice bis 1873 fort. Ein öffentliches Bekenntnis für die Národní strana svobodomyslná (Jungtschechische Bewegung) und eine Auseinandersetzung mit František Ladislav Rieger führten zu einer Unterbrechung dieser Abgeordnetentätigkeit.
In einer erneuten Mandatstätigkeit im Reichsrat (Österreich) in Wien für die Städte Louny, Slaný, Nové Strašecí, Velvary und Rakovník setzte er sich ab 1880 in zahlreichen Reden für die offizielle Verwendung der Tschechischen Sprache in Böhmen ein. Gesundheitliche Gründe zwangen ihn 1883 zur Beendigung seines Wirkens im Reichsrat, ohne dass er die politischen Mandate im Böhmischen Landtag und im Stadtrat von Prag aufgab.
Krejčís Verdienste um die geologische Fachliteratur in Böhmen sind herausragend, jedoch außerhalb der Tschechischen Republik wenig bekannt. In der modernen tschechischen Fachliteratur wird er als Begründer der tschechischen Geologie bezeichnet. Die Bilanz seiner Tätigkeit sind mehrere bedeutende wissenschaftliche Publikationen. Wesentlich war das erste Geologielehrbuch in tschechischer Sprache (Erstauflage 1860) mit dem Titel Geologie, čili, Nauka o útvarech zemských; se zvláštním ohledem na krajiny českoslovanské (deutsch: Geologie oder Lehre über Erdformen mit besonderer Berücksichtigung der Tschechoslowakischen Landschaften).

## Werke
- Jan Krejčí: Geologie, čili, Nauka o útvarech zemských; se zvláštním ohledem na krajiny českoslovanské. Sešit 1. Antonín Augusta, Litomyšl 1860
- Jan Krejčí: Všeobecné a horopisné poměry, jakož i rozčlenění křídového útvaru v Čechách. Praha 1870
- Jan Krejčí, Antonín Frič: Geologische Karte von Böhmen. Section VI. Umgebung von Kuttenberg bis Böhm. Trübau. Commission bei Fr. Řivnáć, Prag

1891
- Jan Krejčí, Rudolf Helmhacker: Geologische Karte und Profile des Schichtaufbaues der Umgebung von Prag. Commissions-Verlag von Fr. Řivnáć, Prag 1880 (Karte und Text)
- Jan Krejčí, Rudolf Helmhacker: Erläuterungen zur Geologischen Karte des Eisengebirges (Zelezné Hory) und der angrenzenden Gegenden im östlichen Böhmen. Commissions-Verlag von Fr. Řivnáć, Prag 1882 (Karte niemals erschienen, nur Text veröffentlicht)
- Jan Krejčí, Karl Feistmantel: Orograph und geotektonische Übersicht über die Gebiete des Silurs in Zentralböhmen, 1885 (in tschechischer Sprache 1890)
- Zahlreiche Abhandlungen u. a. im Nachrichtenblatt der Königlich böhmischen Gesellschaft der Wissenschaften, 1856 ff.